# ボーイング2707
ボーイング 2707
ボーイング 2707-300 の三面図
- 用途：超音速輸送機
- 製造者：ボーイング
- 運用状況：キャンセル

ボーイング 2707（Boeing 2707）は、アメリカ初の超音速旅客機となるべく計画された航空機。ソニックブームに代表される環境への悪影響の懸念が激しい抗議を呼び起こし、原型試作機が完成するよりも前の1971年に計画は中止された。
モデル名である"2707"は巡航速度がマッハ2.7であること、またボーイング707の成功を受け、新しい世代の707であるという意味を込めて付けられた、という説がある。

## 開発経緯

### 競争試作

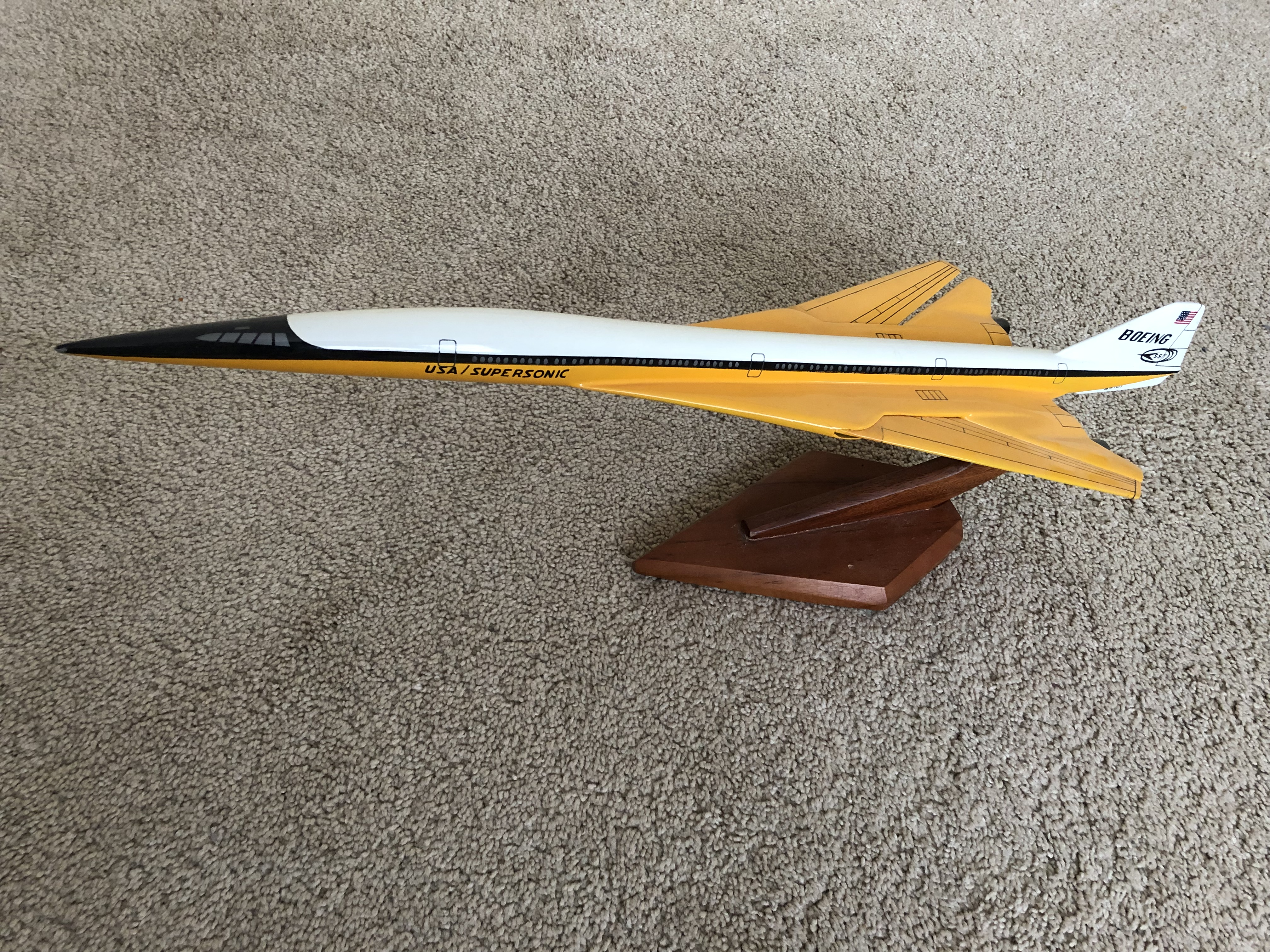
可変翼を持つボーイングSSTのモデル

ボーイングは1952年から超音速輸送機 (SST) の設計に取り組んできており、小規模な研究をいくつか行っていた。1958年には常設の研究委員会が発足し、1960年には開発規模が100万ドルに届くほどにまで成長した。この研究開発の過程で設計案がいくつか提示され、これら全てが モデル 733 と呼ばれた。ほとんどはデルタ翼を基本としたものであったが、1959年にはアメリカ空軍のTFX計画を反映した可変翼の設計案が提示された（※ボーイングはTFX計画自体には敗れ、ジェネラル・ダイナミクスのF-111が選ばれた）。1960年には社内で競争試作が行われた。これは、150座席を備え大西洋横断飛行が可能な機体を基本とするものだったが、可変翼バージョンが非常に有利だと判明した。
1962年の前半に、イギリスのBAC（ブリティッシュ・エアクラフト・コーポレーション、現在のBAEシステムズ）とフランスのシュド・アビアシオン（現在のエアバス）との間で、両社が進めている超音速輸送機計画の統合についての暫定協議が行われた。同年半ば頃までにはこの話は真実味を帯びたものとなり、すぐにでも設計案が提示されそうな状況となった。11月にコンコルドを共同で製造するという計画が発表されると、ヨーロッパ以外の各国にはある種の衝撃が走った。当時は、将来的に民間航空機のほとんどが超音速機になると広く信じられていたため、この点でヨーロッパが大きく先行しているように思われた。
さらに、ソビエト連邦でも1962年には超音速輸送機のTu-144の計画が発表されており、東西冷戦のさなかの当時、アメリカはソ連に対しても対抗する必要があった。
1963年6月5日に、アメリカ合衆国大統領のジョン・F・ケネディはコンコルドに勝る旅客機開発計画に対しての資金投入を承認した。ナショナル・スーパーソニック・トランスポート計画（国産超音速輸送機計画）と呼ばれるようになるこの計画は、開発費の75%を政府が負担することになっていた。当時の FAA（連邦航空局）局長で後にパンアメリカン航空社長になるナジーブ・ハラビーは、すでに開発が進んでしまっているコンコルドに追いつくのは不可能だと考え、より先進的な機体設計を狙うことにした。
250人の乗客を、マッハ2.7から3.0程度の速度で、大西洋を超えて運ぶというのがその計画だった（コンコルドは、100人をマッハ2.2）。この飛行速度を達成するには、スキン（機体外板）の材料を、コンコルドのような耐熱アルミニウム合金でなく、より高温でも十分な強度を維持できるステンレス鋼かチタニウム合金にする必要があった。

### 要求仕様書

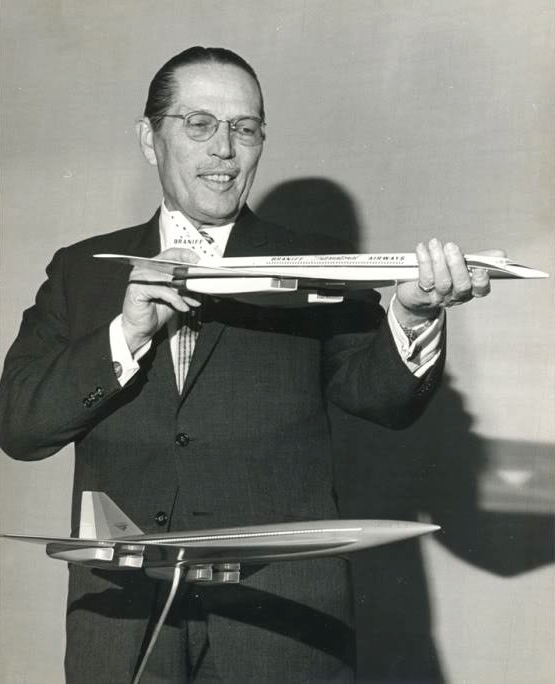
ブラニフ航空のチャールズ・E・ベアード社長と733-290のモックアップ（1964年）

要求仕様書は機体メーカー3社（ボーイング、ロッキード、ノースアメリカン）とエンジンメーカー3社（カーチス・ライト、ゼネラル・エレクトリック (GE)、プラット・アンド・ホイットニー(P&W) ）へと送られた。FAA の予測によると、1990年までに500機以上の超音速輸送機の市場が見込めるとのことだった。
ボーイングによる予備設計は1964年1月15日に FAA から承認された。これは1960年に検討された可変翼のモデル733とほとんど同じものだった。公式には モデル 733-197 とされていたが、1966 モデル や モデル 2707 とも呼ばれた。ボーイングは 733 と呼び続けたが、なぜか 2707 という呼称が一般には普及した。機体外観は可変翼の超音速爆撃機、B-1によく似ていたが、個々のエンジンが独立したナセルに納められている点は異なっていた。
各社の試案が提示され、XB-70超音速爆撃機の開発を進めており、この技術を応用しようとしていたノースアメリカンとカーチスライトが競争から脱落した。ボーイングとロッキードは、よりFAAの要求仕様に沿うような、かつ、勝ち残った2社のいずれのエンジンにも対応できるような機体を提示するよう求められた。11月に設計審査が再度行われたが、このときまでにボーイングは当初の設計を変更して、250席の モデル 733-290（2707-100） へとスケールアップさせていた。ジェット排気に関する懸念から、4基のエンジンは面積を拡大した水平尾翼の下へと移された。主翼が最後退位置になると、水平尾翼とともにデルタ翼状の平面形を構成することになった。

### ボーイング案の勝利

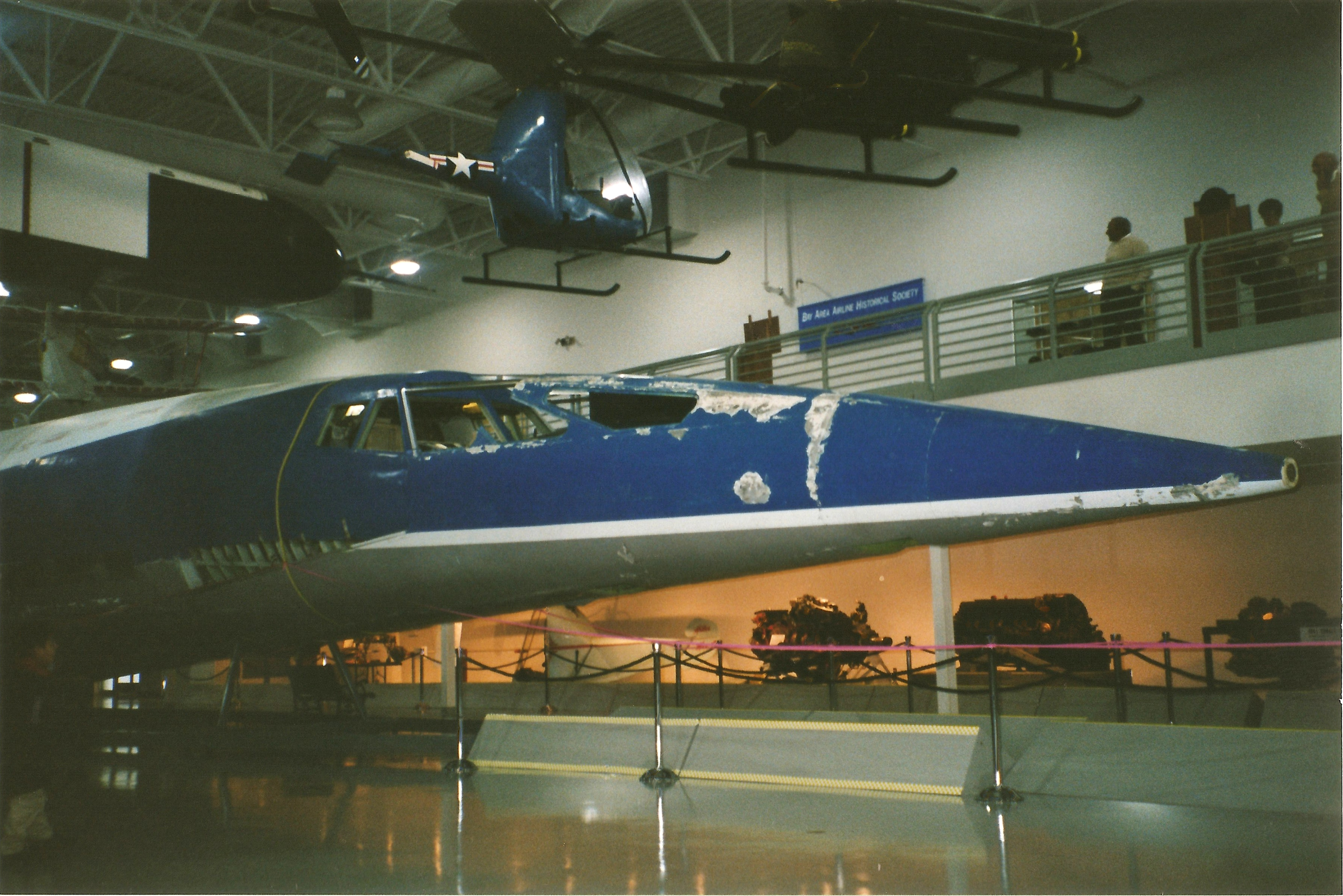
ヒラー航空博物館に展示中のボーイング 2707 のモックアップ

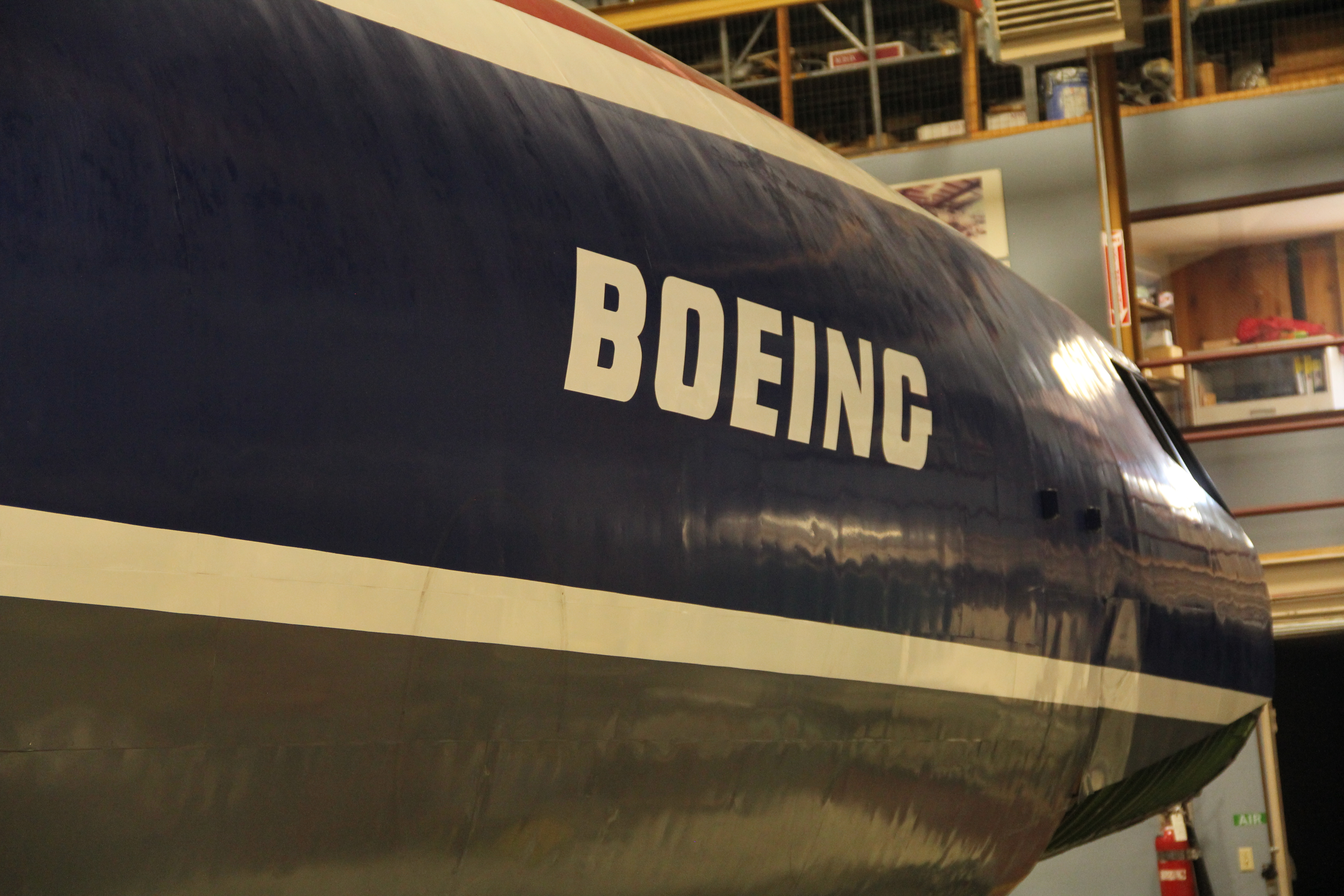
ボーイング 2707 のモックアップ(フロントセクション)

ボーイング、ロッキードの両社にはそれまでよりも遙かに詳細な設計案の提示が求められ、1966年に最終審査がなされることとなった。この時点で、ボーイング案は300席の モデル 733-390（2707-100/-200） となっていた。1966年9月には、ロッキードの L-2000 と共に、実物大モックアップ（模型）が提示された。（画像）一連の審査が続き、12月31日に、GEの GE4/J5 エンジンを搭載したボーイング案の勝利が報じられた。ボーイング案と比較して、ロッキード案は製造が容易でリスクも小さいかわりに、性能がやや劣り騒音レベルもやや大きいと判定された。
モデル 733-390 は、当時の亜音速飛行機と比較しても先進的だった。通路が2本ある「ワイドボディ」機のはしりであり、横一列の座席配置は 2席 - 通路 - 3席 - 通路 - 2席（2-3-2と表記される）だった。当然、当時運航中のナローボディ（単通路）機よりずっと太い胴体を備えていた（※ ただし、すぐに亜音速のワイドボディ機が出始めた。たとえば、ボーイング747は開発中の1969年に初飛行している）。
モックアップには、落下防止バー付のオーバーヘッドストレージ（頭上手荷物入れ）に加え、機内のセクション間に大きめの荷物置き場が設けられていた。247席のツーリストクラスには、6列ごとの上部に収納可能なテレビがあり、30席のファーストクラスには、隣り合った2座席の間のコンソールに、小ぶりのテレビが2つあった。
ボーイングは、「開発が直ちに承認されれば1967年に原型試作機の製作を開始し、1970年初頭に初飛行を達成できる」「1969年初頭から量産を開始し、1972年の後期には量産機の初飛行、1974年の半ばまでには型式証明を取得できる」との見込みを示していた。

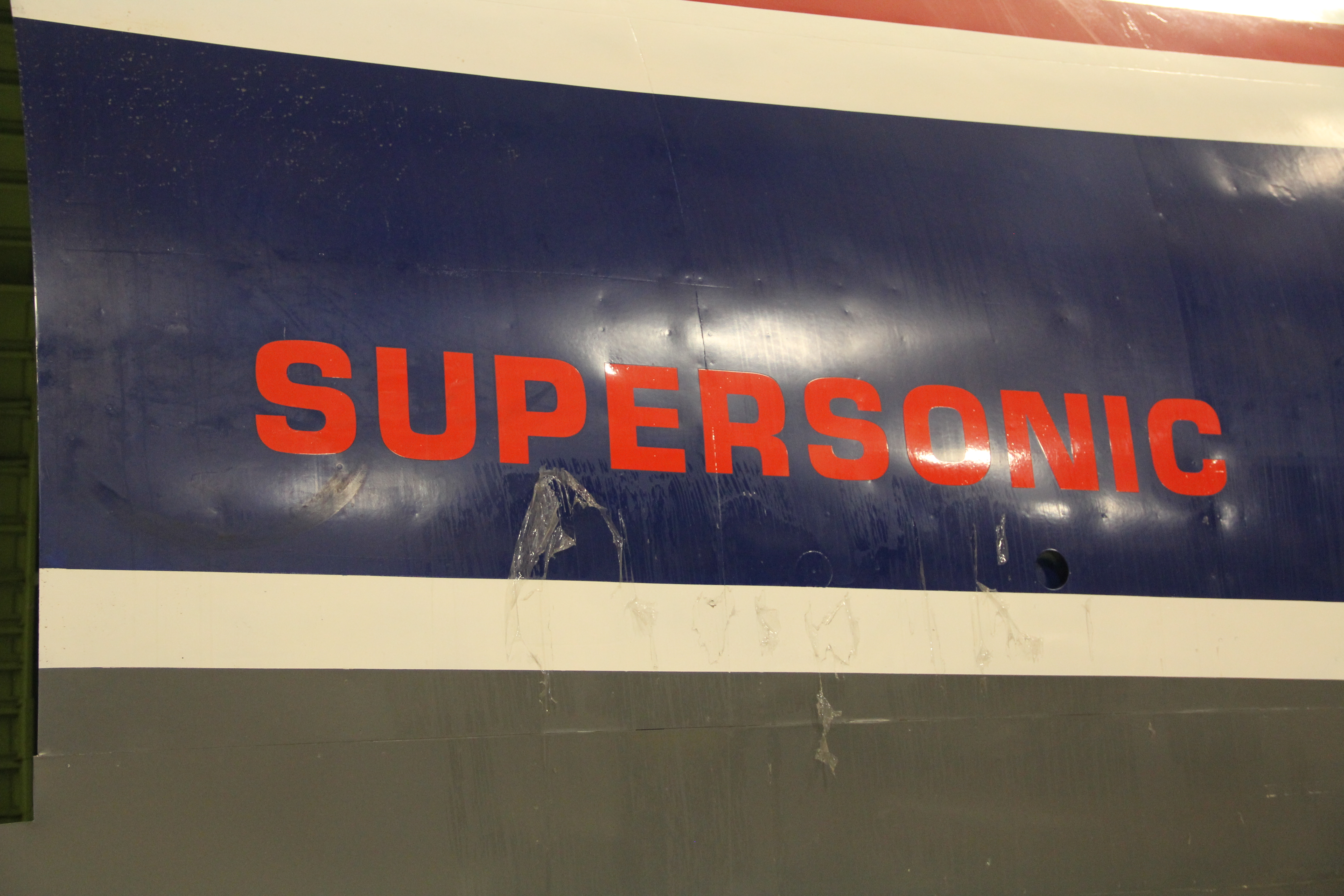
同じくボーイング 2707モックアップ(フロントセクション)、"スーパーソニック"　ロゴ拡大

しかしながら、原型試作の段階で、可変翼の機構に起因する重量の増加が手に負えないほどの大問題となってしまった。ついに1968年10月にはモデル 2707-100/-200の可変翼案を放棄せざるを得なくなり、（自分たちがうち負かした）ロッキード案によく似たデルタ翼を採用することになった。サイズをやや縮小して 234 席となったこの設計案は モデル 2707-300 とされた。1969年9月に、実物大モックアップと2機のプロトタイプの製作が開始されたが、既に当初予定よりも2年遅れていた。
1969年10月の段階で、パンアメリカン航空の15機を筆頭に、日本航空やルフトハンザドイツ航空、ブラニフ航空やトランス・ワールド航空など世界の26社から122機を受注していた。これに対しコンコルドは16社から74機を受注していた。
一方で当時のボーイングは新型の亜音速旅客機である747を開発しているが、2707が実用化し旅客機として需要が減少した際に貨物機へ転用できるよう、小規模な改造で貨物機へ変更できる設計となっていた。

### 計画中止
このころ、計画への抵抗運動が拡大しつつあった。環境保護論者が最も強力なグループを形成しており、高高度飛行によるオゾン層減少の可能性や、空港で発生する騒音、超音速飛行時に生ずるソニックブームなどに懸念を表明していた。特にソニックブームは大きな問題とされ、多くの集会が開かれる原因となった上、最終的には陸地上空での超音速飛行が禁止されることとなった。私企業が製造・運航する航空機の開発に政府が資金を拠出することを好ましく思わない左派の動きもあった。超音速旅客機への反対キャンペーンは民主党上院議員のウィリアム・プロクシマイヤー(英語版)が率いており、彼はこれを政府の浪費に対する聖戦であるとしていた。もっとも、米国経済委員会に所属していた彼は、大きな政府への反対と自由経済的観点からの結論だった。
1971年3月、上院議会は資金援助の停止を決定した。その後、開発を後押しする手紙が寄せられ、それらに含まれていた資金は合計で100万ドルを超えるほどであった。しかしながら、同年5月20日、計画は中止された。2機の原型試作機は結局完成しなかった。
超音速旅客機は、前述のような環境問題のみならず、経済性の面でも亜音速で大量輸送するボーイング747のような飛行機に遠く及ばなかったという問題もあり、航空輸送の主役を勝ち取ることはなかった。一方の747は座席数や貨物機へ転用できる点が評価され、1500機以上が生産されるベストセラー機として会社を支えた。
モックアップは解体され、フロリダ州へと運ばれて、スクラップ置き場に放置された。19年後に買い取られ、一部が再組立されてカリフォルニア州サンカルロスにあるヒラー航空博物館に展示されることとなった。

### 日本との関わり
日本航空は、かつて太平洋路線においてジェット旅客機の導入が1年遅れたために競争力を失ったことがあり、SSTの導入に際しては遅れを取らぬようにとの日本政府の指示で、1964年には既に5機を発注している。1968年発行の航空機関紙「航空情報」第236号に記載された広告によれば8機を発注し、共に発注していたコンコルド(コンコードと記載)と一緒に記載されていた。
また日本航空は、ボーイング2707のデモンストレーション用のオフィシャルモデル2機を制作している。このうち1機は日本航空が保管しているが、別の1機が2009年1月6日放映のテレビ番組『開運!なんでも鑑定団』（テレビ東京）に出品され、先端などが破損した状態であったが100万円の値が付けられた。

## バリエーション
2707-100
可変翼
2707-200
-100にカナードが取り付けられた
2707-300
固定翼

## 仕様（2707-100・計画値）
出典: 『NASA航空機開発史』.
諸元
- 定員: 261 - 277名
- 全長: 93.26 m
- 全高: 14.70 m
- 翼幅: 32.60 - 53.11 m（可変）
- 翼面積: 836.1 m2
- 最大離陸重量: 306,170 kg
- 動力: ゼネラル・エレクトリック GE4/J-5B ターボジェットエンジン、 28,670 kg  × 4

性能
- 巡航速度: マッハ 2.7
- 航続距離: 6,850 km
- * 巡航高度: 20,000 m

## 年表
- 1952年: ボーイングがSSTの研究を開始
- 1958年: 常設の研究委員会が発足
- 1959年: モデル 733 の可変翼案が提示される
- 1960年: 社内競争試作で可変翼の優位が確認される
- （1962年11月: BACとシュドがコンコルドの開発を発表）
- 1963年6月5日: 大統領が米国製SSTへの資金投入を承認
- 1964年1月15日: FAAがボーイングの予備設計案、モデル 733-197（1966 モデル / モデル 2707）を承認
- 1964年11月: 設計審査で250席の モデル 733-290 を提示
- 1966年: このころまでに300席の モデル 733-390（後のモデル 2707-100/-200）へと設計変更
- 1966年9月: 実物大モックアップ提示
- 1966年12月31日: ボーイング案がGE製エンジンと共に選定される
- 1968年10月: 可変翼案を放棄しデルタ翼を採用。モデル 2707-300 となる
- （1968年12月31日：Tu-144初飛行）
- （1969年2月9日: ボーイング747-100が初飛行）
- （1969年3月2日: コンコルドの原型機が初飛行）
- 1969年9月: 原型試作機の製作を開始
- 1971年3月: 上院議会が資金援助を停止
- 1971年5月20日: 計画が中止される
- 1990年: モックアップが再組立され、ヒラー航空博物館に展示される

## 発注航空会社（一部）
- パンアメリカン航空
- トランス・ワールド航空
- アメリカン航空
- アリタリア-イタリア航空
- 日本航空
- 英国海外航空
- エールフランス
- カンタス航空
- ユナイテッド航空